# Louis Jones
Louis Woodard „Lou” Jones, III  (ur. 15 stycznia 1932 w New Rochelle, zm. 3 lutego 2006 w Bronksie w  Nowym Jorku) – amerykański lekkoatleta sprinter, mistrz olimpijski z 1956 i rekordzista świata.
Specjalizował się w biegu na 400 metrów. Zwyciężył na tym dystansie podczas igrzysk panamerykańskich w 1955 w Meksyku, wyprzedzająs swych kolegów z reprezentacji USA Jima Leę i Jessego Mashburna i ustanawiając jednocześnie rekord świata czasem 45,4 s (poprawiając poprzedni rekord należący do George’a Rhodena aż o 0,4 sekundy). Zwyciężył również na tych igrzyskach w sztafecie 4 × 400 metrów, która biegła w składzie: Mashburn, Lon Spurrier, Lea i Jones.
Podczas amerykańskich eliminacji przedolimpijskich 30 czerwca 1956 w Los Angeles Jones poprawił swój rekord świata wynikiem 45,2 s, a 1 listopada, również w Los Angeles, ustanowił wraz z kolegami (w składzie: Charlie Jenkins, Spurrier, Tom Courtney i Jones) rekord świata w sztafecie 4 × 440 jardów wynikiem 3:07,3. Podczas igrzysk olimpijskich w 1956 w Melbourne był jednak w gorszej formie i w biegu na 400 metrów zajął w finale 5. miejsce. Zdobył jednak złoty medal w sztafecie 4 × 400 m, która biegła w składzie: Jones, Mashburn, Jenkins i Courtney.